# 이수정 (철학자)

이수정(李洙正 1955년 4월 25일 ~）은 한국의 철학자, 교육자, 시인이다. 한국을 대표하는 하이데거 전문가의 한 사람이나, 인물 중심의 서양철학사론 및 가치 중심의 공자론과 노자론으로도 알려져 있다. 공자-부처-소크라테스-예수의 사상을 이른바 <궁극의 철학>으로 집대성하는 한편, 특유의 <철학론>, <본연론>, <인생론>, <사물론>, <가치론>을 전개하고, 이른바 <에세이 철학>이라는 형태를 개척하여 철학과 일반인의 간격을 좁히는 데 힘썼다. 한편 간략하고 쉬운 표현에 깊은 인생의 진실들과 세상에 대한 순수하고 담백한 성찰들을 담아낸 특유의 철학적-서정적 시세계를 선보였다. 국립창원대학교 명예교수. 대안연구공동체(대안연) 교수.

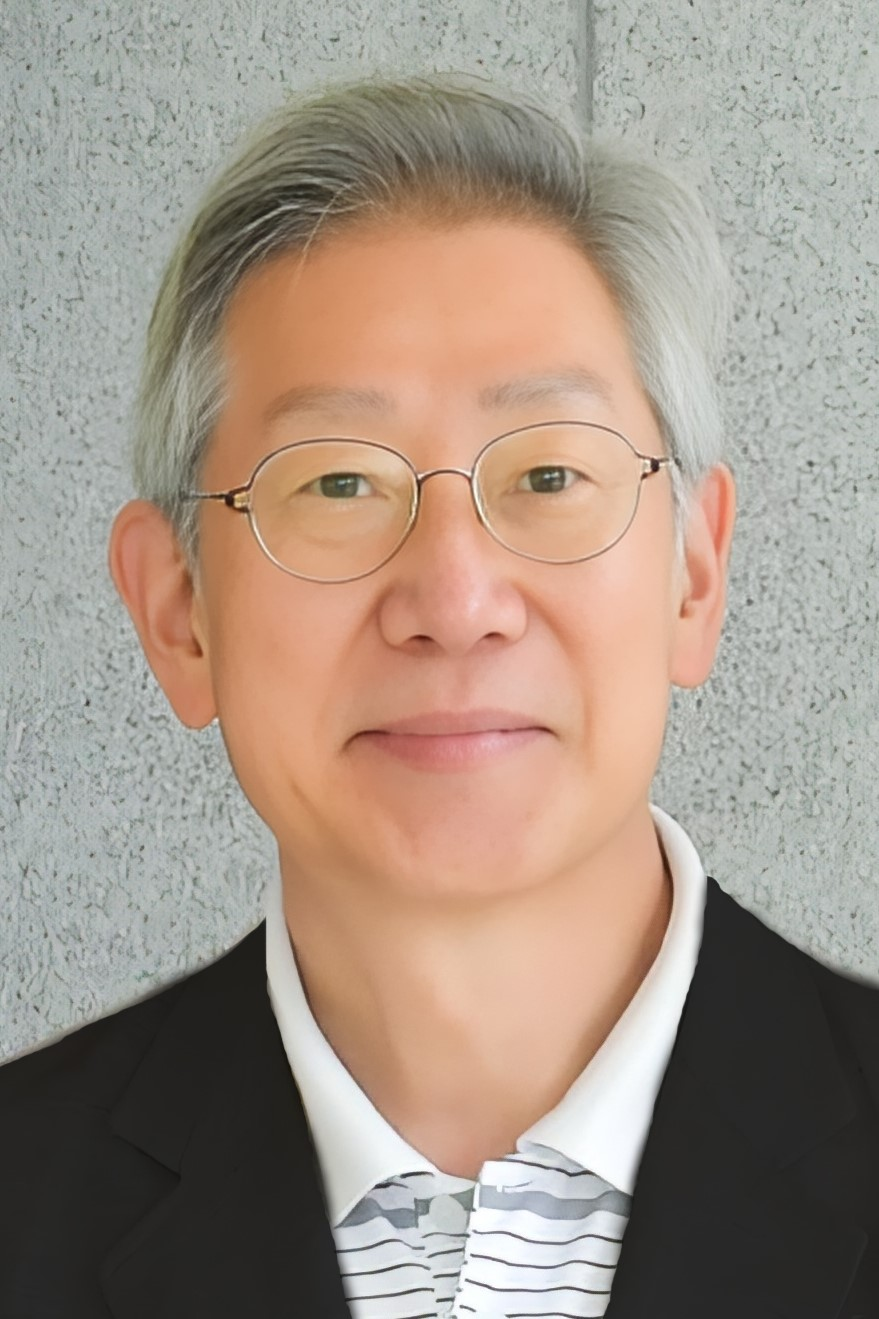
창원대 대학원장 때의 이수정

## 학력 및 경력

### 학력
(일본) 도쿄대학 대학원 인문과학연구과 철학전문과정 석사-박사과정(東京大学大学院 人文科学研究科 哲学専門課程 修士-博士課程) 수료(문학박사文学博士 1990)

### 경력
1987.9 ~ 2021.8 창원대학교 인문대학 철학과 조교수/부교수/교수
(일본) 도쿄대학 문학부 철학연구실, 연구원(東京大学 文学部 哲学研究室, 硏究員), 1990/91
(독일) 하이델베르크대학 철학과, 객원교수(Universität Heidelberg, Philosophisches Seminar, Gastprofessor), 1993/94
(독일) 프라이부르크대학 철학과, 객원교수(Universität Freiburg, Philosophisches Seminar, Gastprofessor), 1997/98
(일본) 도쿄대학 대학원 종합문화연구과, 연구원(東京大学 大学院 総合文化硏究科, 硏究員), 2002/03
(일본) 큐슈대학 문학부・대학원 인문과학부, 비상근강사(九州大学 文学部 ・大学院人文科学府, 非常勤講師), 2009후기/2012전기
(미국) 하버드대학 문리대 철학과, 방문학자(Harvard University, FAS, Dept. of Philosophy, Visiting Scholar), 2013/14
(중국) 베이징대학 철학계, 외적교수(北京大学 哲学系, 外籍教授), 2019
(중국) 베이징사범대학 철학계, 외적교수(北京师范大学 哲学系, 外籍教授), 2019/20
철학연구회 이사, 1998-2002
한국하이데거학회 회장, 2000-02
한국철학회 이사, 2004-05
하버드 한인연구자협회(HKFS: Harvard Korean Fellow Society) 회장, 2013/14
한국현대유럽철학회 이사 및 고문, 2015-18
국립 창원대학교 인문과학연구소장2000-01, 인문대학장2011-13, 교육대학원장2020-21, 대학원장2020-21

## 철학
이수정의 철학은 몇 가지 갈래를 갖고 전개된다. 그것은 기본적인 ‘하이데거론’ ‘공자론’ ‘노자론’ ‘철학사’ 외에도 독자적인 ‘철학론’ ‘본연론’ ‘인생론’ ‘사물론’ ‘가치론’ ‘에세이 철학’ ‘궁극의 철학’ ‘방법론’ 등을 포함한다. 그 핵심내용은 대략 다음과 같다.

### <철학론>
1980년대부터 2020년대까지 대학 강단에서 철학에 종사하며 이수정은 강의와 저작(《편지로 쓴 철학사》) 등을 통해 특유의 ‘철학’관을 제시했다. 기본적으로 그것은 “인간과 세계의 제반 현상에 대한 근본적이고도 종합적인 이성적 이해와 설명의 시도”로 정의된다. 단, 그는 철학을 지적-학문적인 것으로 한정하지 않고 삶의 개선-향상을 꾀하는 세상적-생적(生的)인 지혜활동까지 그 범위를 확장한다. 공자-부처-소크라테스-예수의 사상을 ‘궁극의 철학’으로 인정하는 것도 그런 맥락이다. 그리고 철학에는 ‘생적인 현실 특히 문제와의 대결 내지 해결’의 성격-지향-과제가 있음을 지적하고 이를 ‘철학적 의료행위’ 혹은 ‘의학적/의료적 철학’으로 규정하는 것은 특이하다. 4대 성인의 철학, [윤리 등]실천철학-[비판이론 등]사회철학-[요나스 등]환경철학 등이 그 사례로 평가된다. 한편 그는 ‘문제를 바라보는 입장 내지 시선의 위치/방향’을 기준으로 ‘인간’에 무게중심을 두는 소위 ‘인간중심주의’와 ‘세계’ 자체에 무게중심을 두는 소위 ‘세계중심주의’가 2600년 철학의 역사에서 두 갈래 큰 흐름을 형성해왔다고 통찰한다. 소크라테스-피코-영국경험론-데카르트-칸트-키에게고-후설 등이 그 근본경향에서 전자에 해당하며 헤라클레이토스-파르메니데스-아리스토텔레스-라이프니츠-독일관념론-하이데거 등이 후자에 해당한다고 편의상 정리한다. 그가 그 기준으로 제시하는 물음, ‘내가 죽은 이후 이 세계는 존재하는가’는 흥미롭다. ‘아니다’는 쪽은 인간중심주의, ‘그렇다’는 쪽은 세계중심주의라는 게 그의 일차적 판정기준이다. 세계 그 자체인지 인간의 세계인지, '세계'의 규정 자체가 서로 다른 것이다. 대체로 사람들은 그 경향에 따라 반반으로 갈라진다.

### <본연론>
'현실'과 '철학'을 주목하면서 <박종홍철학에 관한 연구>를 정리하여 학부 졸업논문으로 제출한 이수정은 곧이어 ‘누구누구에 관한 연구’보다 ‘무엇무엇에 관한 연구’를 지향하며 이미 20대인 1980년대 초부터 자신의 고유한 철학을 형성해나가기 시작한다. 그 첫 번째 결과가 ‘본연’론이다. 1982년 도쿄대학에 수사논문으로 제출하고 2011년 책으로 발표한 《본연의 현상학》에서 그는 ‘본래 그런 것’, ‘항상 그런 것(변하지 않는 것)’으로서의 이 ‘본연’을 이지성이라는 가명을 빌려 ‘마련’(반드시-이미 그렇도록 되어 있음)이라고도 표현한다. 현상성/ 문제성/ 자체성/ 초월성/ 필연성/ 항상성/ 편재성/ 다양성/ 당연성을 그 특징적 성격으로 지적하며, 세상의 존재/ 사물의 존재/ 질서의 존재/ 시공의 존재를 그 내용으로 거론한다. 한편 이 보편적 현상에 대한 인간적-학문적 반응 내지 관심의 사례로서 ‘노자’ ‘이지성’ ‘창세기’ ‘하이데거’의 경우를 주목한다. 이들은 각각 동서의 고금을 대표한다.

### <인생론>
1970년대 후반, 제주도여행을 계기로 이수정은 인생에 대한 철학적 관심을 구체화해나간다. 그 결과물이 1980년대 90년대의 사유를 거쳐 2014년에 발표된 《인생의 구조》이다. 여기서 그는 6하의 원칙에 따라 ‘인생’이라는 큰 철학적 주제에 물음을 던진다. ‘삶의 주체—우리는 누구로 사는가?’ ‘삶의 시간—우리는 언제를 사는가?’ ‘삶의 장소—우리는 어디서 사는가?’ ‘삶의 내용—우리는 무엇을 하며 사는가?’ ‘삶의 성격—우리는 어떠한 인생을 사는가?’ ‘삶의 이유—우리는 왜 사는가?’ 다소 도식적인 느낌이지만, 그것은 그가 ‘새로운 철학-상식의 철학-친근한 철학-쉬운 철학-접근가능한 철학-친절한 철학-부드러운 철학-사랑의 철학-따뜻한 철학-자상한 철학-문화로서의 철학’을 지향하기 때문이다. 그러나 이런 소프트한 형식의 뒷면에는 ‘종합철학-제일철학-궁극의 철학’으로서의 ‘철학적 인생론’ 내지 ‘인생의 현상학’을 수립하고자 하는 학문적 지향이 깔려 있다. 특히 여기서 그가 언급하는 독특한 몇 가지는 주목을 끈다.
- 언어론: ("인생론의 한 의도는 ‘인문학적 대기-정신적 대기-교양의 대기’로서의 ‘질적 언어’를 제공하는 것이다." "언어는 말과 글의 형태로 우리의 정신 속에 들어와  각자의 정신의 혈관을 타고 떠돌며 오랜 세월 숙성되면서 어느샌가 그 출처가 사라지고 자신의 정신세포에 스며 자신의 생각으로 자리잡는다." "언어에는 눈에 보이지 않는 색깔이 있다. 파란 언어는 우리의 정신을 파랗게 물들이고 빨간 언어는 빨갛게 물들인다." "언어에는 온도가 있다. 따뜻한 언어와 차가운 언어. 따뜻한 언어는 사람의 얼어붙은 마음을 녹이고 꽃피우며 차가운 언어는 사람의 마음을 얼어붙게 만든다.")
- 의미론: ("의미란 '인간의 가슴이 인정하는 특별한 그 무엇'으로서 이는 삶의 그대그때의 결정적 추동력으로 작용한다." "결과만을 보면 인생은 허무하고 무의미하나 그 과정에는 자신이 '의미있다'고 생각하는 일들이 무수히 존재한다. 그 의미들이 그때그때의 생적 노력에 가치와 동력을 부여한다")
- 출생론: ("인생은 출생으로 시작된다. 이는 신성한 절차요 확고한 생적 법칙의 일부다. 출생을 거치지 않고 인간이 되는 자는 아무도 없다. 부처 예수 등 성자들도 예외가 없다. 출생은 인생에 운명적인 성격을 부여한다. 출생에 의해 인생의 많은 조건들이 이미 결정된다. 인종, 국적, 성별, 미추… 심지어 유전인자에 의한 성격, 신체적 조건, 건강 상태까지도 이미 결정이 된다. 출생은 또한 사회적 ‘신분’을 결정하고 그것은 세습되기까지 한다. 그것은 너무나도 강력한 삶의 힘이다. 단 출생에는 자유적인 성격도 부여되어 있다. 절반은 자기의 능력과 노력으로 개척하는 것이다. 이는 각 개인에게 실존적 선택의 부담일 수도 있어 '인간은 자유의 형에 처해져 있다'고도 할 수 있다. 출생은 또한 수억대1 정자들의 경쟁에서 이겼음을 의미한다. 따라서 모든 인간은 일단 승리자로 인생을 시작한다. 이 사실은 모든 인생의 고귀함에 대한 상징이 된다.")
- 관계론: ("인생에서 사람과 사람의 만남과 관계가 결정적인 요소의 하나다. 진정한 만남은 우연을 가장한 운명(‘운명적 우연’)이며 맹귀우목의 기연이며 억겁의 인연이며, 진정한 관계는 1대1의 관계, 100%대 100%의 관계, 정면으로 마주보는 관계, 인격과 인격 혹은 영혼과 영혼이 교차하는 관계다. 그런 만남과 관계가 비로소 사람을 사람답게 그리고 인생을 인생답게 만들어준다.")
- 신분론: ("인생에서 '막연한 나'란 있을 수 없다. 태어나는 그 순간부터 우리는 반드시 '누구누구'라는 무수한 신분에 규정되며 그것으로 삶의 내용을 구성한다. 그것은 삶의 결정적 조건의 하나로 작용하며,딸, 아들, 친구, 학생, ... 군인, 회사원, 납세자, 부자, 연예인, 공무원, 군인, 죄인, 종교인, 환자, 애인, 엄마, 아빠, ... 한도 끝도 없이 다양하다. 그 누군가'로서'가 실질적 신분이다. 신분에는 선천적 신분과 후천적(사회적) 신분 등 실로 다양한 종류가 있다. 신분에서 자유로운 사람은 원천적으로 있을 수 없다.)
- 가정론: (“[모든 인간의 발걸음이 거기서 나와 거기로 돌아가는] 인생의 베이스캠프“ “가족과 그 사랑으로 구성되는 ‘따뜻한 곳’, ‘편안한 곳’, ‘쉴 수 있는 곳’, 혹은 ‘활력의 충전소’ ’삶의 행복을 위한 기본조건’“)
- 세상론: (“‘세상’이라는 것은, 우리 인간들이 태어나면서 그 안에 내던져지는, 거기서 자라고 성숙하고 별의별 현실적 인간관계와 이해관계 속에서 치열하게 경쟁하면서, 이기고 지고 뺏고 뺏기고 이루고 놓치고 그러면서 온갖 희로애락을 겪으며 살아가다가 이윽고 거기서 떠나게 되는, 생로병사의 현장 혹은 무대, 삭막한 사막이나 살벌한 밀림같은 곳, 그러나 때로는 그 어디보다도 따뜻하고 아름다울 수 있는 곳, 가정과 학교와 직장과 국가들을 품고 있는 곳, 친구와 적들이 함께 있는 곳, 기막히게 아름다운 자연과 너저분한 쓰레기장이 함께 있는 곳, 재미있고도 따분한 곳, 여기저기 온갖 종류의 보물 같은 행복들이 흩어져 있고 또한 온갖 종류의 불행들이 지뢰처럼 도사리고 있는 곳이다. 바로 그런 곳이 우리가 ‘그 속에서’, ‘살고 있는’ 진정한 의미의 ‘세상’인 것이다.”)
- 시간론: ("실질적인 삶의 시간이란 반드시 내용이 있는 즉 무언가를 '...하는/한/할 시간'으로서 마치 두루마리 화장지와 같다. 누구에게나 일정한 양이 주어지고, 안 쓸 수 없고, 처음 쓸 때는 줄어드는 것을 잘 모르지만 쓰면 쓸수록 그 줄어드는 것이 확연해지고, 순서대로 그것을 사용해야 하고, 취소하거나 다시 쓸 수 없고, 언젠가는 그것을 다 쓰게 된다. 이러한 시간 성격(유한성, 불가피성, 가속성, 순차성, 불가역성)이 소중한 시간의 소중한 사용을 지시한다.")
- 행복론: ("불행이 없는 상태가 곧 행복이다. 불행은 적극적이고 행복은 소극적이다. 불행은 많고 크고 세고 길며 행복은 적고 작고 은근하고 짧다. 불행은 세상 어디나 인생 언제나 마치 닌자처럼 숨어 있다가 기회만 되면 느닷없이 나타나 가련한 우리 인간을 게릴라처럼 공격해온다. 그것은 흔히 시련이라고도 불리며 가히 무차별적이다. 그것과의 대결이 곧 인생이다. 그러나 행복도 또한 만만치 않다. 그것은 마치 숲속의 보물찾기처럼 인생 언제나 세상 어디나 숨겨져 있다. 그것은 가족과의 사이 친구와의 사이 등 의외로 가까운 곳에 많다. 그것을 찾고 누리는 재미로 우리 인간은 한평생 그럭저럭 재미있게 산다.")
- 욕구론: ("삶은 행위의 총체고 모든 행위에는 '욕구'가 가로놓여 있다. 그 욕구를 실현하고자 하는 과정이 곧 인생이다. 욕구는 인생의 그때그때의 목표다. 그것은 클 수도 있고 작을 수도 있다. 욕망, 욕심, 야심, 야망, 희망, 갈망, 원, 소원, 대원, 대망, 입지, 포부, 바람, 기대, 뜻, 꿈 등으로 불리는 것도 넓게 보면 모두 욕구의 일환이다. 이 이름들은 욕구의 다양한 형태를 나타낸다. 욕구란 ‘하고 싶다(wanna do)’, ‘갖고 싶다(wanna have)’, ‘되고 싶다(wanna be)’는 그 ‘싶음’의 총괄이다. 그 ‘싶음’(‘바라는 바’)의 추구/실현 과정이 인생인 것이다. 욕구는 인생에서의 기본 원리다. 근본 동력이다. 그것이 없으면 인생은 움직이지 않는다. 인간에게 있어 그것은 좋음이요 선이다. 욕구는 하늘의 구름처럼 출생에서 죽음까지 끝없이 다양한 모습으로 생성, 변화, 소멸된다. 없다가 생기고 생겼다가 변하고 변하다가 사라지고 또 생기고 또 변하고 또 없어지고 또 생긴다. 죽음에 이르기까지 끝도 없이 생성, 변화, 소멸하는 것이 인간의 욕구다. ... 욕구는 반드시 ‘무언가에 대한 욕구’다. 그것은 부/귀/공/명 등 반드시 그 내용을 갖는다. 그것을 ‘욕구의 지향성’이라고 부를 수 있다. 인간들이 ‘바라는 바’가 곧 욕구의 지향적 대상, 혹은 지향적 상관자라 불릴 수 있다.")
- 죽음론: ("인생은 죽음으로써 마감된다. 삶은 이미 죽음을 전제로 시작된다. 모든 인간은 이미 사형선고를 받고 태어나 살아간다. 그 집행이 곧 죽음이다. 이는 인생의 필연적 본질이고 신성한 절차다. 법칙이고 운명이다. 현존했던 1082억 중 단 한 명도 이 법칙에서 예외인 자는 없다. 공자 석가모니 소크라테스 예수 등 인류의 최고봉으로 거론되는 인물들도 마찬가지다. 우리는 왜 죽어야만 하는가? 알 수가 없다. 아무튼 모두가 반드시 죽도록 되어 있다. 참으로 불가사의한 현상, 풀 수 없는 수수께끼다. 죽음은 이렇게, 필연성, 보편성, 운명성, 비극성, 불가지성을 갖는다. 단, 그 죽음의 양상/성격은 일률적이지 않다. 죽음에도 종류가 있다. 예컨대 어떤 죽음은 ‘사망’, 어떤 죽음은 ‘타계’, 어떤 죽음은 ‘서거’라고 한다. ‘뒈졌다’는 것과 ‘죽었다’는 것과 ‘돌아가셨다’는 것은 질적으로 다르다. 그래서 ‘어떤 죽음을 죽을 것인가?’가 인생의 중요한 과제가 된다. 선택지는 다양하다: 신성한 죽음(예수, 부처...), 애틋한 죽음(안연, 나사로...), 반가운 죽음(네로, 히틀러...), 별스런 죽음(엠페도클레스...), 멋있는 죽음(소크라테스, 보에티우스...), 복 받은 죽음(플라톤...), 초라한 죽음(아리스토텔레스...), 의연한 죽음(이순신, 안중근...), 애석한 죽음(윤동주, 이육사, 모차르트, 고흐 등 천재들의 요절), 한심한 죽음(아무런 관심의 대상도 되지 않는, 아무래도 좋은 죽음) 등등. 죽음이 어떤 종류가 될 것인지는 어떠한 삶을 사느냐에 달려 있다. 살아온 삶의 종류가 죽음의 종류를 결정한다.")

### <사물론>
한편 2015년에 발표한 《사물 속에서 철학 찾기》에서 이수정은 독특한 사물론을 전개한다. 여기서 그는 ‘하늘-하늘빛-구름-비-번개・천둥-무지개-태양-어둠-오로라-달빛-별-바람-안개-눈-날개(이른바 '천天'의 영역), 그리고 땅-물-강변-바다-불-돌-바위-숲-나무-뿌리-향기-풀-화원-알-제비-매화-나비-모기-매미-단풍-낙엽-곰-빙산(이른바 '지地'의 영역), 그리고 얼굴-귀-눈-눈물-안경-입-코-손-발자국-의자-옷-방-벽-벽돌-문(이른바 '인人'의 영역）’등을 거론하며 이 평범한 사물들이 지니고 있는 비범한 철학적 의미들을 천착한다. 특히 사물들의 존재로부터 윤리적 의미를 읽어낸다는 점은 ('상선약수' 같은) 노자의 노선과도 흡사한 면이 있다. 그 자신의 존재는 숨기면서 그 결과는 드러낸다는 ‘향기의 윤리’, 제 눈에 좋은 것이야말로 제대로 좋은 것이고 제 눈에 좋은 것만큼 그것은 좋은 것이다라는 ‘안경의 미학’, 한 장의 낙엽이 천하의 가을을 알린다는 ‘낙엽의 논리’, 왼손이 하는 일을 오른손이 모르게 하라는 ‘손의 윤리’ … 등 쉬우면서도 시사 깊은 철학적 통찰을 보여준다.

### <가치론>
또 한편 이수정은 2016년 이후 《공자의 가치들》, 《국가의 품격》, 《소크라테스의 가치들》, 《질을 위한 철학》 등을 통해 ‘가치’에 대한 각별한 관심을 전개한다. 공자의 철학을 개改, 경敬, 공恭, 관寬, 낙樂 및 요樂, 노勞, 덕德, 도道, 명明, 문問, 민敏, 붕朋-우友, 사思, 사事, 서恕, 선善, 수脩, 시視-관觀-찰察, 신信, 신愼, 안安, 애愛, 언言, 예禮, 온溫, 외畏, 욕欲, 용勇, 의義, 인仁, 절節, 정正, 정貞, 종從, 주周, 중重-위威, 지知(알아줌), 지知(앎/지혜), 직直, 총聰-청聽, 충忠, 치恥, 태泰, 학學, 혜惠, 호好, 화和, 회懷, 회懷, 효孝 등 50개의 가치로 정리하고, 소크라테스의 철학을 무지의 지, 준법, 의연한 죽음, 덕, 진, 선, 미, 지혜, 용기, 절제, 정의, 경신, 우정, 사랑, 행복 등 15개의 가치로 정리하여 이를 자신의 가치로 공유하는 한편, ‘질적인 고급국가’를 위한 시민윤리로 고급주의, 너도주의, 지키기즘, 간직하기즘, 철저주의, 해바라기즘, 단합주의, 끌어주기즘, 들어주기즘, 멀리보기즘, 심미주의, 청결주의, 인정주의, 도전주의, 실력주의, 적임주의, 조심주의, 관심주의, 기억주의, 의리주의, 포용주의, 균형주의, 대비주의, 잘-대하기즘, 내탓주의 등 25개의 가치를 제시한다. 이 모든 것들은 '어떤/어떠함' 혹은 '질quality'이라는 것을 대표개념으로 하는 소위 <질의 철학>으로 수렴된다.(근본명제: "인간에게는 '어떤'이라는 질의 지향이 있다", 《사색일지》) 특히 그가 '작품'의 기준으로 제시하는 '나의 좋음' 및 '특별한 관심의 대상이 되는 것' '자연스럽게 나의 고개가 그쪽으로 돌아가게 되는 것' '와~ 하고 감탄하게 되는 것', '두번 이상 찾게 되는[두번 이상 읽고/보고/듣고 싶은] 것', '비용을 지불하고서라도 소유하고 싶은 것', '소유를 후회하지 않는 지속적 매력을 갖는 것', '내가 만든 것이었다면 좋겠다 하는 인정과 선망의 느낌이 드는 것' '남에게도 권하고 싶은 것' 등은 독특하다.

### <에세이 철학>
또 한편 이수정은 2013년의 《인생론 카페》를 시작으로 《진리 갤러리》, 《사물 속에서 철학 찾기》, 《생각의 산책》, 《시대의 풍경》, 《하버드의 춘하추동》, 《하이델베르크와 프라이부르크의 사색일지》를 잇따라 내놓으면서 독특한 ‘에세이 철학’을 전개했다. 친근한 에세이의 형식에 철학적 메시지를 담아내는 것이다.
이 에세이들은 진리의 창고다. 그 속에는 이를테면 ‘눈은 제 눈을 보지 못한다. 그것을 볼 수 있는 유일한 길은 바깥에다 그것을 비춰 보는 것이다.’ ‘관심이라는 것에 한 인간의 정체가 숨어 있다. 그 관심이 인식을 결정한다. 그리고 그것이 결국 인생을 결정한다.’ ‘말의 양이 그 질을 결정하지는 않는다. 경우에 따라서는 한마디의 말이 백권의 전집을 능가하는 경우도 얼마든지 있다.’ ‘진정한 언어는 언젠가 어디선가 반드시 그것을 들어주는 귀를 만나게 된다.’ ‘대부분의 명성은 모래 위에 쓰여진다. 아주 드믄 이름들만이 바위 위에 새겨져 저 역사의 풍화를 견디어낸다.’ ‘모든 발걸음에는 방향이 있다. 그리고 그 발걸음들은 인품이라는 이름의 발자국을 남긴다.’ ‘사람이 사람에게 준 따뜻한 마음은 언젠가 그것을 받은 사람의 마음속에서 그리움이라는 이름의 꽃으로 핀다.’ ‘나에게 좋은 이것이 남에게도 그대로 좋은 것인지를 물어보지 않고는 진정한 좋음의 문턱을 넘을 수 없다.’ ‘합리성과 철저성, 도덕성과 심미성이 선진국이라는 건축물의 네 기둥들이다. 그 기둥들은 칼, 돈, 붓, 손이라는 네 초석들이 받치고 있다.’ ‘언어는 마치 물감과 같아서 우리의 정신 속을 드나들면서 자신의 색깔로 정신의 색깔을 물들이게 된다.’ ‘따뜻한 마음 몇 조각이면 누군가의 천 가닥 상처 중 적어도 몇 가닥은 보듬을 수 있다.’ ‘꿈은 오직 그것을 꾸는 자에게만 하나의 금빛 가능성을 제공한다. 꿈꾸지 않는 자에게는 애당초 꿈같은 미래가 있을 수 없다.’ ‘인간이 진리에게 ‘꼴찌’를 매기는 순간, 그 인간은 진리 앞에서 꼴찌가 된다.‘ ’세상이라는 커다란 책에는 무수한 진리들이 적혀 있다. 단, 대개는 투명잉크로 적혀 있어서 오직 ‘시련’이라는 안경으로만 그 글자를 읽을 수 있다.‘ ’자신의 아픔/기쁨보다 그/그녀의 아픔/기쁨이 더 아프고 기쁜 경우가 있다. 바로 그것이 ‘사랑’의 가장 확실한 증좌가 된다.’ ’우리 인간들의 삶은 끝없는 거절들로 점철된다.(거절의 보편성) 이 거절은 삶의 대원리 중 하나인 욕망 내지 욕구에 대한 거절이다. 그런데 인생이란 묘한 것이어서 우리에게는 거절과 함께 그 거절에 대한 위로라는 것이 동시에 공존하고 있다. 누군가가 혹은 무언가가 (특히 '말 한마디 등' 사람의 따뜻함이) 거절당한 우리에게 위로를 준다. ’... 같은 철학적 메시지들이 담겨 있다.

### <궁극의 철학>
또 한편 이수정은 2014년의 하버드 한인연구자협회 강연, 2015년의 교토대학 강연을 통해 이른바 ‘궁극의 철학’에 대한 지향을 피력했다. 마치 '꽃이나 향기처럼 지극히 자연스런 유혹'이자 '거의 불가항력'이라고 묘사되는 공자-부처-소크라테스-예수(가나다순)의 사상이야말로 모든 철학의 저편에 있는 궁극의 철학이라는 것이다. 그는 이 4대 성인의 사상에서 각각 ‘정(正)’ ‘도(度)’ ‘지(知)’ ‘애(愛)’[혹은 '회(悔)']라는 네 글자를 핵심으로 지목한다. 이는 각각 “반드시 이름을 바로잡겠다” “일체 고액을 건너갔다” “너 자신을 알라” “서로 사랑하라”[혹은 "회개하라"]는 저 유명한 말에 기초한다. 그는 문맥이 서로 다른 이 사상들의 공통점을 “선에의 지향” “가치에의 지향”이라고 단정한다. 그리고 그 ‘문제성의 기반’이 갖는 ‘진정성’을 손꼽는다. 그리고 그는 이 ‘선/좋음’을 궁극의 가치로, 창조의 원리로, 최상위의 존재로 인정한다. 단 그는 단순한 논의로 만족하지 않고 ‘앎’에서 ‘함’으로, 그리고 ‘함’에서 ‘됨’으로, 라는 방향성을 제시한다.

### <방법론>
한편 이수정은 철학적 현상 내지 진리에 대한 ‘제대로 된 이해’를 위해 ‘현장탐사’ ‘원점회귀’ ‘원음청취’ ‘빙의’ ‘뒤집어 읽기’ ‘결여가정’ '양화' '윤리고고학' 등의 독특한 방법론들을 제시했다. 이는 《철학이 보는 시대의 풍경》 《하버드의 춘하추동》 《생각의 산책》을 비롯한 여러 저서에서 확인된다.
- ‘현장탐사’와 ‘원점회귀’ 내지 ‘원음청취’는 각각 문제가 문제로서 드러나는 그 현실적 지점과 역사적 지점에 직접 가본다는 것이고,

- ‘빙의’는 현실 속의 문제적 타자 및 역사 속의 텍스트 주체를 제대로 이해하기 위해 일종의 역지사지로서 그 사람 자신이 되어본다는 것이고,

- ‘뒤집어 읽기’는 눈앞에 현실로서 전개되어 있는 현상으로서의 결과를 보고 그것이 가능하도록 작용한 원인 내지 그 배면을, 즉 그 ‘왜?’를 짐작해본다는 것이고,

- ‘결여가정’은 어떤 대상 x[예컨대 지, 수, 화, 풍, 전기, 사랑하는 사람 ... 등]의 진정한 가치를 인식하기 위해 그것의 결여를 즉 ‘만일 그것이 없다면...’ ‘만일 그렇지 않다면...’을 의도적으로 가정해본다는 것이다. 그는 이것을 '상실의 인식론' 혹은 '결핍의 인식론'이라고 부르기도 한다.
- '양화'는 어떤 대상 x[예컨대 의, 식, 주, 성... 등]의 진정한 가치를 인식하기 위해 그것의 수를 즉 ‘얼마나 많이...’ ‘얼마나 자주...’를 의도적으로 가정해본다는 것이다. 이를테면: '우리 인간은 인생의 약 30년을 잠으로 채운다'는 식.
- '윤리고고학'은 인성의 기본이 되는 '윤리'라는 것이 실제로 생동하는 가치로서 사람들 사이에 통용되던 과거를 근원적으로 되짚어보는 것. 공자가 요순우탕 문무주공 시대를 주목하고 {춘추}를 저술한 것처럼 그는 공자의 춘추시대를 주목하고 {공자의 가치들} {공자어록} {소크라테스의 가치들} 등을 저술한다.

## 저서

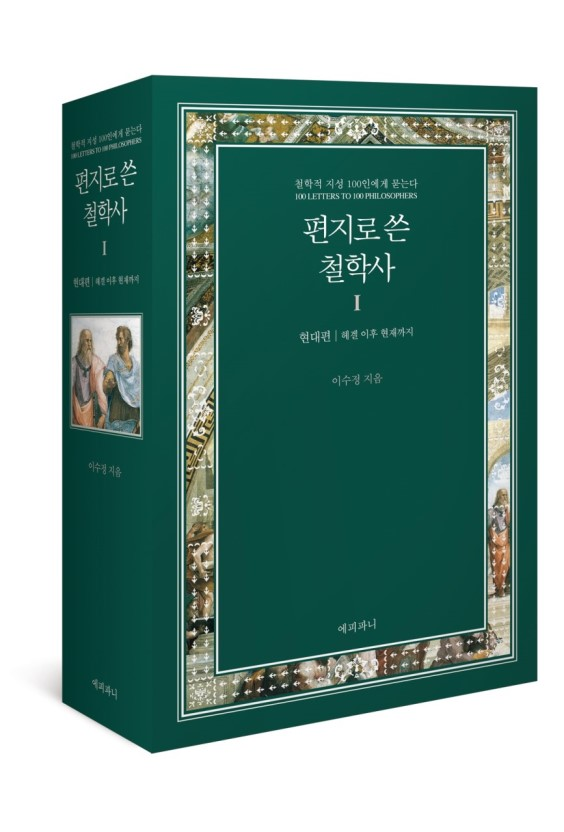
이수정의 대표작 중 하나인 {편지로 쓴 철학사}

### <철학서>
* 《ハイデガーにおける「存在」と「時間」》, 미간, 1990(도쿄대학 박사논문)
* 《하이데거―그의 생애와 사상》, 서울대출판부, 1999(2인 공저)
* 《하이데거―그의 물음들을 묻는다》, 생각의나무, 2010
* 《본연의 현상학》, 생각의나무, 2011
* 《인생의 구조》, 철학과현실사, 2014
* 《공자의 가치들》, 에피파니, 2016
* 《편지로 쓴 철학사 I・Ⅱ》, 에피파니, 2017
* 《시로 쓴 철학사》, 에피파니, 2017
* 《하이데거―'존재'와 '시간'》, 철학과현실사, 2020
* 《노자는 이렇게 말했다》, 철학과현실사, 2020
* 《예수는 이렇게 말했다》, 철학과현실사, 2020
* 《부처는 이렇게 말했다》, 철학과현실사, 2020
* 《명언으로 돌아보는 철학세계 일주》, 철학과현실사, 2021
* 《소설로 쓴 인생론》, 철학과현실사, 2022
* 《소크라테스의 가치들》, 철학과현실사, 2022
* 《공자 어록―그의 소문난 말들》, 서광사, 2023

### <철학에세이>
* 《인생론 카페》, 철학과현실사, 2013
* 《진리 갤러리》, 철학과현실사, 2014
* 《사물 속에서 철학 찾기》, 철학과현실사, 2015
* 《생각의 산책》, 철학과현실사, 2017
* 《알고보니 문학도 철학이었다》, 철학과현실사, 2018
* 《국가의 품격》, 철학과현실사, 2019
* 《시대의 풍경》, 철학과현실사, 2021
* 《하버드의 춘하추동》, 철학과현실사, 2022
* 《하이델베르크와 프라이부르크의 사색 일지》, 철학과현실사, 2023
* 《질을 위한 철학》, 철학과현실사, 2023

### <시집>
* 《향기의 인연》, 생각의나무, 2005
* 《푸른 시간들》, 철학과현실사, 2012

### <번역>
* 《현상학의 흐름》, 이문출판사, 1989 (木田元、『現象学』)
* 《해석학의 흐름》, 이문출판사, 1995 (麻生健、『解釈学』)
* 《근대성의 구조》, 민음사, 1999 (今村仁司、『近代性の構造』)
* 《일본근대철학사》, 생각의나무, 2001 (宮川徹ほか、『日本近代哲学史』)
* 《레비나스와 사랑의 현상학》, 갈라파고스, 2013 (内田樹、『レヴィナスと愛の現象学』)
* 《사랑과 거짓말》, 철학과현실사, 2016 (Clancy Martin, “Love and Lies”)
* 《헤르만 헤세 그림시집》, 에피파니, 2018 (Hermann Hesse, “Gedichte”)
* 《라이너 마리아 릴케 그림시집》, 에피파니, 2018 (Rainer-Maria Rilke, “Gedichte”)
* 《하인리히 하이네 그림시집》, 에피파니, 2018 (Heinrich Heine, “Gedichte”)
* 《중국 한시 그림시집 I・Ⅱ》, 에피파니, 2018 (편역 “中國漢詩”)
* 《와카-하이쿠-센류 그림시집》, 에피파니, 2018 (편역 “和歌-俳句-川柳“)

### <공저 및 기고>
* 《한국과 일본의 생활문화》, <현해탄을 넘어서>[방송칼럼], KBS사회교육방송, 1993(방송)
* 《달려라 플라톤 날아라 칸트 : 어린이 서양철학 1・2》, 해냄출판사, 1995(감수 및 공저)
* ｢현실과 철학―그 개념적 검토｣：《운경 천옥환 박사 화갑 기념 논문집》, 삼화출판사, 1979(기고)
* ｢ハイデガー哲学におけるアプリオリズムについて｣ : 《論集》, 第二集, 東京大学文学部哲学研究室, 1984(기고)
* ｢フッサールの言語論｣：《言語と現実(哲学雑誌)》 第106卷 第778号, 日本 有斐閣, 1991(기고)
* ｢열암철학의 이해와 계승｣：《현실과 창조》, 천지, 1998(기고)
* "Zeitkritik bei Heidegger", in：Vom Rätsel des Begriffs, (Duncker & Humblot - Berlin) 1999(기고)
* ｢생명윤리의 철학적 기초：특히 기준의 문제｣：《인문논총》, 창원대학, 2001(기고)
* ｢日本の価値｣：《国士舘哲学》 第7号, 国士舘大学哲学会, 2003(기고)
* ｢아침을 열며｣/｢경남시론｣/｢낙동포럼｣: 《경남도민신문》《경남신문》《뉴스1》 칼럼, 2012~, 2021~, 2023~, (기고)
* ｢하이데거의 서양철학사론--아낙시만드로스/파르메니데스 1, 2, 3 편｣：《존재론연구》 제28/32/35/37집, 2012/13/14/15(기고)
* ｢存在論の私有化[Eine Aneignung der Ontologie]｣：《Heidegger-Forum》 第10号, [日本]ハイデガー・フォーラム, 2016(기고)
* ｢究極の哲学｣：《人間存在論》 第22号, 京都大学, 2016(기고)
* ｢한국에서의 하이데거 연구｣：《현대유럽철학연구》 제51집, 2018(기고)
* ｢Heidegger and Laotzu: the echt meaning of the ‘and’｣：《현대유럽철학연구》 제55집, 2019(기고)
* ｢다시 불교를 보다―서양철학 쪽에서 (1)~(6)｣：《월간불교문화》 2/4/6/8/10/12월호, 대한불교진흥원, 2021(기고)
* ｢공자의 말들: 몇 가지 새로운 읽기｣：《經學》 6, 한국경학학회, 2023(기고)
* ｢노자와 하이데거｣：《사상계》 2025 봄, 사상계, 2025(기고)